# اندیس خاک نسوز ۲۹۶۶
خاک نسوز ۲۹۶۶ یک اندیس غیرفلزی است که در حوالی شهر خضر آباد استان فارس قرار دارد و مادهٔ معدنی موجود در آن، خاک نسوز است.سنگ میزبان این اندیس ماسه سنگ، شیل و آهک است و دیرینگی آن به دوران دونین - کربونیفر می‌رسد. در این اندیس، پاراژنز‌های هماتیت یافت می‌شوند.